# Адам Дюрчо
Адам Дюрчо (угор. Gyurcsó Ádám, нар. 6 березня 1991, Татабанья) — угорський футболіст, нападник кіпрського клубу АЕК (Ларнака).
Виступав, зокрема, за клуб «Відеотон», з яким став дворазовим чемпіоном Угорщини, а також національну збірну Угорщини.

## Клубна кар'єра
Народився 6 березня 1991 року в місті Татабанья. Вихованець футбольної школи клубу «Татабанья».
У дорослому футболі дебютував 2008 року виступами за команду «Відеотон Б», в якій провів три сезони, взявши участь у 36 матчах чемпіонату, а 2010 року дебютував у основній команді клубу «Відеотон», втім основним гравцем не став, тому того ж року був відданий в оренду у «Кечкемет».
До основної команди клубу «Відеотон» повернувся 2011 року. Цього разу відіграв за клуб з Секешфегервара наступні п'ять сезонів своєї ігрової кар'єри. Більшість часу, проведеного у складі «Відеотона», був основним гравцем атакувальної ланки команди.
До складу клубу «Погонь» (Щецин) приєднався 2016 року. За два з половиною сезони встиг відіграти за команду зі Щецина 72 матчі в національному чемпіонаті.
З січня 2018 року став виступати за хорватський «Хайдук» (Спліт) спочатку на правах оренди, а влітку того ж року уклав повноцінний контракт. За хорватський клуб провів 62 матчі у чемпіонаті, забивши 15 голів, крім того у сезоні 2019/20 грав на батьківщині на правах оренди за «Академію Пушкаша».
15 лютого 2021 року став гравцем «Осієка», втім у новій команді не закріпився в основі і з'явився до кінця сезону лише в чотирьох матчах чемпіонату, зіграв 129 хвилин і забив один гол, тому вже 30 серпня 2021 року угорець перейшов до кіпрського клубу АЕК (Ларнака), підписавши дворічний контракт. 2 жовтня, у 5-му турі чемпіонату, він забив свій перший гол за нову команду у переможному матчі проти «Аполлона» (4:1). У наступному раунді він забив ще один гол у переможному матчі чемпіонату з рахунком проти клубу ПАЕЕК (3:0).

## Виступи за збірні
Протягом 2011—2012 років залучався до складу молодіжної збірної Угорщини. На молодіжному рівні зіграв у 2 офіційних матчах.
2012 року дебютував в офіційних матчах у складі національної збірної Угорщини. Наразі провів у формі головної команди країни 20 матчів, забивши 3 голи.

## Титули і досягнення
- Чемпіон Угорщини (2):

«Відеотон»: 2010/11, 2014/15
- Володар кубка угорської ліги з футболу (1):

«Відеотон»: 2011/12
- Володар Суперкубка Угорщини (1):

«Відеотон»: 2012